# Длимбетов, Уразбай
Уразба́й Длимбе́тов (род. 1935, Ходжейлийский район, Каракалпакстан) — советский рабочий, машинист экскаватора Тахиаташского строительно-монтажного управления треста «Каракалпакводстрой» Министерства мелиорации и водного хозяйства Узбекской ССР. Герой Социалистического Труда (1981).

## Биография
Уразбай Длимбетов родился в 1935 году в Ходжейлийском районе Каракалпакской АССР Узбекской ССР (сейчас в Республике Каракалпакстан Узбекистана). По национальности каракалпак.
Окончил среднюю школу.
В 1951—1954 годах работал помощником машиниста, а затем машинистом экскаватора в Тахиаташском строительно-монтажном управлении треста «Каракалпакводстрой».
В 1954—1958 годах проходил срочную службу в Советской Армии, после чего вернулся к прежней работе.
Занимался строительством воднохозяйственных объектов в Каракалпакской АССР, в том числе систем орошения в дельте Амударьи. 27 февраля 1974 года был награждён орденом Ленина. Досрочно выполнил план и личные социалистические обязательства десятой пятилетки.
13 марта 1981 года Указом Президиума Верховного Совета СССР за выдающиеся производственные успехи, достигнутые в выполнении заданий десятой пятилетки и социалистических обязательств удостоен звания Героя Социалистического Труда с вручением ордена Ленина и золотой медали «Серп и Молот».
В 1970—1974 годах был депутатом Совета Национальностей Верховного Совета СССР  от Каракалпакской АССР 8-го созыва.
Награждён медалями.